# Pipeline (videojuego)
Pipeline es un videojuego  de la BBC Micro y Acorn de 1988 ambientado en una plataforma minera. Se hizo un remake para Windows de Microsoft titulado Pipeline Plus (2004).

## Gameplay
El juego es del género aventura y acción con influencias de títulos anteriores como Repton y Ravenskull, pero con un índice de fotogramas mucho más alto. Está ambientado en una plataforma minera por encima de Io, el satélite de Júpiter.
Los jugadores podían diseñar sus propios niveles y escenarios añadiendo llaves, puertas, guardias, paredes y demás objetos. Los rompecabezas del juego son del estilo de Sokoban.

## Desarrollo
El juego fue escrito por Ian Holmes y William Reeve de Cambridge, Inglaterra y publicado por la BBC.
El juego iba a ser una copia de Ravenskull, el típico RPG medieval de recoger tesoros y completar búsquedas, en un encuadre de fantasía.
Un cambio total de ambientación fue sugerido por Richard Hanson (director gestor y cofundador de Software Superior). En vez de una ciudad medieval, el juego tendría lugar en una plataforma petrolífera contemporánea, pero luego se decidió un enfoque de ciencia ficción inspirado en el desastre de la plataforma Piper Alpha en 1988.

## Recepción
El juego obtuvo una alta puntuación y fue calificado como "una obra maestra de los rompecabezas".